# GW170817

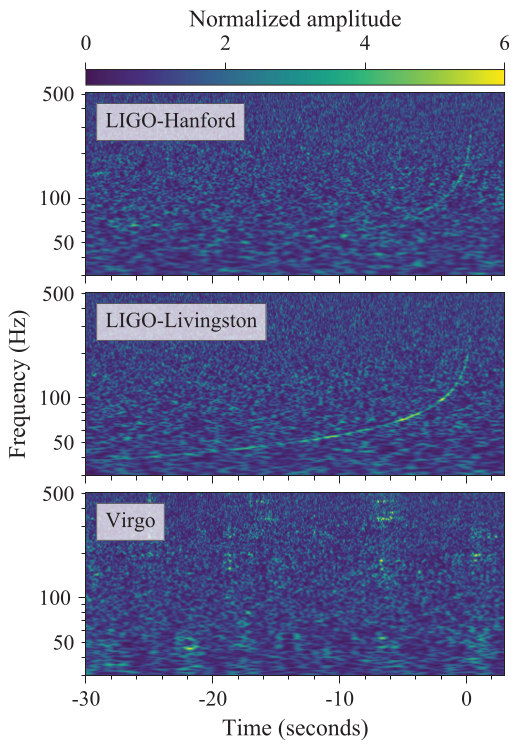
O sinal GW170817 medido pelos detectores de onda gravitacional LIGO e VIRGO.

GW170817 é um sinal de onda gravitacional observado pela colaboração LIGO/Virgo em 17 de agosto de 2017 e é o primeiro evento similar observado simultaneamente em telescópios com uma contraparte eletromagnética. O sinal, que teve uma duração de cerca de 100 segundos, é a primeira detecção da onda gravitacional proveniente da fusão de duas estrelas de nêutrons e foi associado a erupção de raios gama GRB 170817A, encontrada em NGC 4993. Nenhum candidato de neutrino consistente com a fonte foi encontrado em pesquisas posteriores.

## Impacto científico
Este evento é a evidência mais forte para confirmar a hipótese de que as fusões de estrelas binárias estão ligadas a rajadas de raios gama. O evento também fornece um limite na diferença entre a velocidade da luz e a da gravidade. Supondo que os primeiros fótons foram emitidos entre 0 e 10 segundos após o pico da emissão de ondas gravitacionais restringir a diferença entre as velocidades de ondas gravitacionais e eletromagnéticas, vvGW - vEM, entre -3×10−15 e +7×10−16 vezes a velocidade de luz. Além disso, permite a investigação da invariância de Lorentz. Os limites de possíveis violações da invariância de Lorentz (valores de "coeficientes do setor de gravidade") são reduzidos pelas novas observações, em alguns casos por dez ordens de grandeza.
Os sinais de onda gravitacional, como GW170817, podem ser usados como um sinal padrão para fornecer uma medida independente da constante de Hubble.
As observações eletromagnéticas ajudaram a sustentar a teoria de que as fusões de estrelas de nêutrons contribuem para a nucleossíntese do processo r.